# Smara
Smara, anche Semara o Es-Semara, è una città della regione del Sahara Occidentale, attualmente controllata dal Marocco.

## Geografia fisica
È a circa 200 chilometri a sud-est di Laayoune, 230 chilometri per il percorso stradale, all'interno del deserto. Rappresenta con Bou Craa l'unico insediamento all'interno del Sahara Occidentale con una forte e stabile presenza umana.

## Società

### Evoluzione demografica
I dati sono presi dal sito world Gazetteer ed integrati da fonti ufficiali. Anche qui vi è stata una forte sostituzione fra i residenti precedenti al 1975 con nuovi coloni marocchini.
Tabella abitanti:
| Anno              | Abitanti |
| ----------------- | -------- |
| 1982 (censimento) | 17.753   |
| 1994 (censimento) | 28.750   |
| 1999 (stima)      | 33.000   |
| 2004 (censimento) | 40.347   |
| 2006 (stima)      | 42.056   |

## Storia
È l'unica fra le principali città del Sahara Occidentale ad essere fondata da un Saharawi, le altre furono tutte fondate dagli spagnoli, lo sceicco Maa el Ainin, la sua nascita è datata al 1898, su un precedente Caravanserraglio del 1869 molto utilizzato dalle piste che collegavano il Marocco del sud alla Mauritania.  in una zona ricca di acqua e di pascoli lontana dalla costa. Nacque come centro religioso e come riferimento, con mercati e luogo di sosta, per la popolazione nomade e sparsa dell'interno della regione di Saguia el Hamra. Al momento della sua fondazione, il controllo coloniale lontano dalla costa non era forte, e la sua nascita fu sostenuta dal Sultano del Marocco che fornì tecnici e materiali. Maa-el-Ainin si trasferì definitivamente a Smara nel 1902 proclamandola la sua Capitale Santa. Intorno alla città si accamparono fino a 20.000 jaima. Fra le altre cose creò un'importante biblioteca islamica e realizzò il suo obiettivo di farla diventare un centro di istruzione religiosa.
Nel 1904 lo sceicco si proclamò imam e si impegnò in una guerra santa (jihād) contro il colonialismo francese e spagnolo. Iniziò con questo atto la storia delle ribellioni che vide la città centro di molti degli atti di autoaffermazione dei Saharawi. In seguito a questa guerra, dopo essere stato abbandonato dal Sultano del Marocco per le pressioni francesi, nel febbraio del 1913 Smara fu saccheggiata dalle truppe francesi mehariste della Mauritania, sotto il comando del colonnello Mouret, e la sua biblioteca distrutta. In quel momento la biblioteca conteneva più di 5.000 manoscritti. Fu assegnata al controllo spagnolo che spense la ribellione nel 1920. La città fu nuovamente distrutta nel 1934 dopo ribellioni di Saharawi. La ricostruzione successiva fu minima e Smara fu strutturata come molti centri abitati dell'interno, in funzione della vita nomade della popolazione locale del tempo che aveva bisogno di centri abitati con poche strutture fisse e spazi di ospitalità temporanei.
Il Fronte Polisario fu fondato a Smara il 10 maggio del 1973.

### L'occupazione e la guerra dal 1975
I marocchini occuparono Smara il 27 novembre del 1975, causando anche da qui un esodo dei Saharawi verso l'Algeria dove finì il trasferimento nei campi per rifugiati a sud est di Tindouf. L'esodo fu causato dalla paura per le rappresaglie marocchine nei riguardi della popolazione sospettata di appoggiare il Polisario. Le colonne e gli accampamenti dei profughi furono più volte attaccati dalle Forze Aeree marocchine utilizzando fra l'altro il napalm e l'avvelenamento dei pozzi. Amnesty International ha stimato le vittime in 530.
Smara rimase una città con manifestazioni e ribellioni verso l'occupante marocchino, i due momenti più importanti dopo l'erezione del Muro marocchino, la città fece parte del cosiddetto triangolo utile all'interno del primo muro dal giugno 1982, furono un evento praticamente locale, l'Intifada di Smara del 1999 e l'Intifada non violenta per l'indipendenza che percorse tutte le città all'interno del muro nel 2005.
Il Marocco ha inserito Smara nelle cosiddette province del sud del proprio territorio, annettendo di fatto il territorio che secondo l'ONU deve pronunciarsi nel referendum di autoderminazione programmato dal 1990 e preparato sul campo dalla forza MINURSO delle Nazioni Unite.

## Monumenti e luoghi d'interesse
Nonostante le distruzioni e una fondazione relativamente recente, Smara ha alcune attrazioni turistiche, le rovine della vecchia moschea e la nuova moschea, la Zawiyya (santuario) del Sultano blu non accessibile ai non musulmani. È sconsigliabile visitare i dintorni della città vista la concentrazione di strutture militari.

### I fratelli Vieuchange

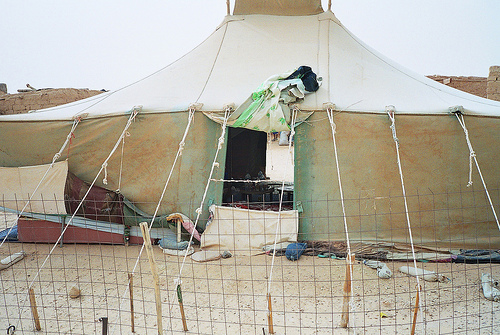
Una Haima a Smara, Campo vicino a Tindouf

Raggiungere la Smara misteriosa, e per certi aspetti chiusa, di Maa el Ainin era l'obiettivo dei fratelli Vieuchange, scrittori e romantici francesi dell'inizio del XX secolo. Michel Vieuchange la visitò nel 1930 travestito da Saharawi. Il suo diario del viaggio:Smara: The Forbidden City fu pubblicato postumo dal fratello Jean nel 1932 vista la morte sulla via del ritorno di Michel, già malato alla partenza. Il libro appartiene, seppure non di prima fila, ai libri cult.

## I campi per rifugiati di Tindouf
A Smara è intitolato uno dei quattro campi per rifugiati Saharawi di Tindouf. La Wilaya di Smara è suddivisa nelle sei daira di: Hauza, Ejdairia, Farsia, Mahbes, Bir-Lehlu e Tifariti

## Amministrazione

### Gemellaggi
- Gijón
- Provincia di Firenze, dal Certaldo
- Provincia di Arezzo
- Provincia di Grosseto
- Reggio Emilia